# Thomas A. Robinson National Stadium
Das Thomas A. Robinson National Stadium, oft kurz Thomas Robinson Stadium genannt, ist ein Fußballstadion mit Leichtathletikanlage in Nassau auf den Bahamas. Es wird derzeit überwiegend für Fußball genutzt. Das Platzangebot wurde von ursprünglich 15.023 auf 23.000 Zuschauerplätze im Jahr 2012 erhöht. Neben dem neuen Stadion befindet sich die alte Anlage mit Plätzen für 9.100 Zuschauern.
Der Bau des neuen Stadions wurde von China mit finanziert.
Das Stadion wurde nach dem Sprinter Thomas A. „Tom“ Robinson (1938–2012) benannt, der in den 1950er und 1960er Jahren mehrfach bei den Commonwealth- und Olympischen Spielen startete.
Für die Qualifikation zur Karibikmeisterschaft 2005 wurde das Stadion renoviert.